# Atol Laamu

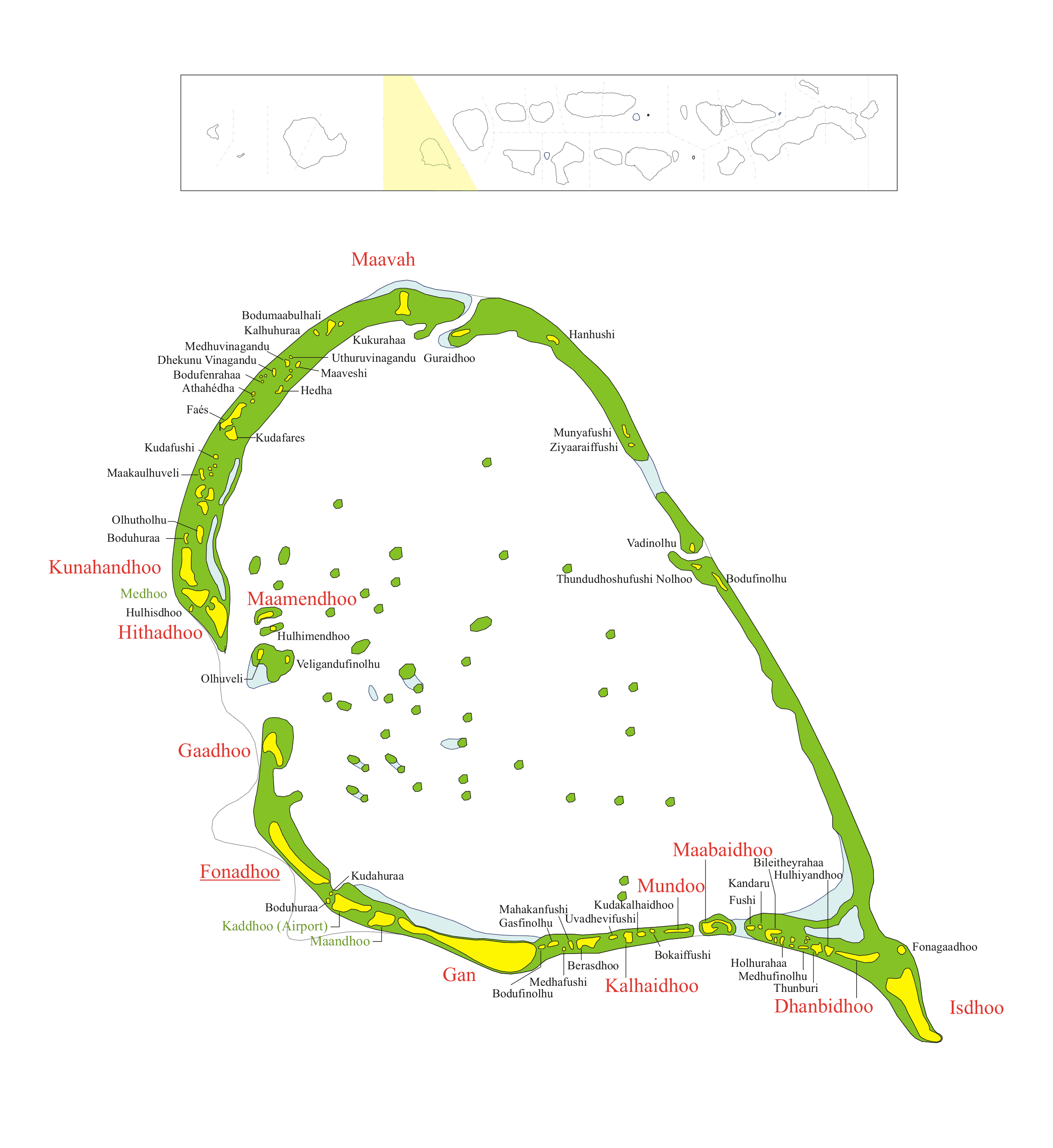
Mapa do Atol Laamu.

O Atol Laamu ou Atol Haddhunmathi é um atol das Maldivas. Está situado no sudeste do arquipélago, entre as latitudes 2°08'N e 1°47'N. Na totalidade contém 82 ilhotas, mas só 12 estão habitadas, e um número grande de ilhéus. A capital éFonadhoo, com cerca de 1760 habitantes.